# The Grand Budapest Hotel
Pour les articles homonymes, voir Grand Budapest et Budapest (homonymie).
Pour plus de détails, voir Fiche technique et Distribution.
The Grand Budapest Hotel est une comédie dramatique américano-allemande coproduite, écrite et réalisée par Wes Anderson, sortie en 2014. Les œuvres de l'écrivain Stefan Zweig sont revendiquées comme source d'inspiration du film.
Le film relate l'histoire de M. Gustave, concierge à l'hôtel Grand Budapest situé dans le pays imaginaire de Zubrowka pendant l'entre-deux-guerres. Alors que les nazis envahissent l'Europe, M. Gustave enseigne son métier à son jeune assistant, le groom Zero Mustapha. M. Gustave héritant un tableau de valeur d'une de ses clientes, les héritiers de celle-ci sont prêts à tout pour remettre la main sur le tableau y compris utiliser des méthodes violentes et crapuleuses.

## Synopsis
Dans un cimetière de l'ancienne nation de Zubrowka dans l'Europe centrale, une jeune femme se rend sur la tombe d'un écrivain renommé, connu simplement sous le nom d'« Auteur », elle lit son livre le plus cher : Grand Budapest Hotel. Le livre raconte les vacances de l'auteur en 1968 dans un hôtel autrefois grandiose et alors délabré. Il y rencontre le propriétaire, Zero Moustafa, qui, au cours d'un dîner, lui raconte l'histoire de sa fortune.
En 1932, le jeune Zero est le nouveau chasseur (« lobby boy ») du prestigieux Grand Budapest Hotel. Monsieur Gustave H., le concierge pointilleux de l'hôtel, séduit de vieilles et riches clientes, dont Madame D., une vieille dame de 84 ans, avec qui il entretient une liaison depuis près de vingt ans. Elle meurt mystérieusement un mois après sa dernière visite à l'hôtel. Gustave et Zero se rendent au château de Lutz, où ils rencontrent les proches de la défunte lors de la lecture du testament par son avocat, le député Vilmos Kovacs. Annonçant qu'un codicille récent lègue à Gustave le célèbre Garçon à la pomme, un tableau de la Renaissance d'une valeur inestimable, le fils de Madame D., Dmitri, est scandalisé et demande l'arrestation de Gustave. Gustave et Zero s'enfuient avec le tableau, le cachant dans un coffre-fort du Grand Budapest.
Gustave est arrêté par l'inspecteur Henckels qui le soupçonne du meurtre de Madame D. Durant son incarcération, il se lie d'amitié avec un gang. Un jour, Ludwig, l'un des compagnons de cellule de Gustave, raconte à Gustave et aux autres prisonniers qu'il connaît parfaitement la prison et qu'il sait comment exploiter ses faiblesses pour s'évader, notamment en passant par un système d'égouts pluviaux. Gustave est alors convaincu de participer à l'évasion. Gustave demande à Zero de placer des marteaux, des burins et des lames de scie dans des pâtisseries fabriquées par sa fiancée Agatha, apprentie boulangère chez Mendl. Les pâtisseries de Mendl étant des œuvres d'art bien connues, le garde chargé de vérifier la présence de contrebande dans les aliments extérieurs ne peut se résoudre à ouvrir les pâtisseries pour en vérifier le contenu, ce qui permet aux divers outils de passer le contrôle de sécurité.
Au cours de leur évasion, Gustave et les autres détenus tombent sur un groupe de gardiens qui jouent secrètement pendant la nuit. Günther, l'un des évadés, parvient à les tuer tous avec un couteau, mais perd la vie dans l'opération. Finalement, le reste du groupe parvient à s'échapper et à se disperser. Lorsque Zéro et Gustave sont réunis, ils entreprennent de prouver l'innocence de ce dernier avec l'aide d'une fraternité de concierges connue sous le nom de « Société des clés croisées » (Society of the Crossed Keys). Ils apprennent que Madame D. avait fait un second testament non retrouvé qui ne prendrait effet que si elle était assassinée. Le tueur à gages de Dmitri, J. G. Jopling, suit leurs traces, assassinant Kovacs, le majordome de Madame D., Serge X., et la sœur de Serge X. dans sa quête pour tuer Gustave. Après une course-poursuite, Zero pousse Jopling du haut d'une falaise pour sauver Gustave, et les deux hommes continuent à fuir les troupes zubrowkiennes dirigées par Henckels.
Gustave, Zero et Agatha reviennent au Grand Budapest et découvrent qu'il a été transformé en quartier général militaire à la suite de l'éclatement de la guerre. Agatha se faufile pour récupérer le Garçon à la pomme, mais elle est repérée par Dmitri avec le tableau. Gustave et Zero se précipitent pour sauver Agatha qui fuit Dmitri. Ce dernier leur tire dessus et engage une mêlée avec les troupes zubrowkiennes, que Henckels arrête. Dans sa tentative de fuite, Agatha et Zéro se retrouvent suspendus à un balcon avant de tomber dans la camionnette de pâtisseries dans laquelle ils sont arrivés.
Le second testament de Madame D., faisant de Gustave le bénéficiaire de sa fortune, est retrouvé au dos du Garçon à la pomme ; il lui succède en tant que propriétaire du Grand Budapest Hotel, et devient l'un des zubrowkiens les plus riches. Il voyage en train avec Zero et Agatha, désormais mariés, pour fêter l'événement, avant de rencontrer des soldats hostiles qui détruisent les documents de Zero en tant que réfugié. Gustave tente de repousser les soldats, mais il est tué. Zero hérite de sa fortune et entretient le Grand Budapest en mémoire d'Agatha, décédée de la grippe avec leur fils en bas âge.
Toute cette histoire est ensuite romancée et intégrée dans le roman de l'auteur, The Grand Budapest Hotel.

## Fiche technique
Sauf indication contraire, les informations mentionnées dans cette section peuvent être confirmées par les bases de données cinématographiques IMDb et Allociné,  présentes dans la section « Liens externes ».
- Titre original et français : The Grand Budapest Hotel
- Réalisation : Wes Anderson
- Scénario : Wes Anderson, d'après une histoire de Wes Anderson et Hugo Guinness, inspiré des écrits de Stefan Zweig
- Musique : Alexandre Desplat[1]
- Direction artistique : Sanaa Al-Haib, Stephan O. Gessler, Gerald Sullivan et Steve Summersgill
- Décors : Adam Stockhausen et Anna Pinnock
- Costumes : Milena Canonero
- Photographie : Robert D. Yeoman
- Son : Simone Corelli, Simon Goldfinch, Wayne Lemmer, Christopher Scarabosio
- Montage : Barney Pilling (en)
- Production : Wes Anderson, Jeremy Dawson, Steven Rales et Scott Rudin
  - Production déléguée : Molly Cooper, Christoph Fisser, Henning Molfenter et Charlie Woebcken
  - Production associée : Octavia Peissel
  - Coproduction : Eli Bush et Jane Frazer
- Sociétés de production :
  - États-Unis : American Empirical Pictures, en association avec Indian Paintbrush et TSG Entertainment, présenté par Fox Searchlight Pictures et Indian Paintbrush
  - Allemagne : en association et présenté par les Studios de Babelsberg
- Sociétés de distribution : Fox Searchlight Pictures (États-Unis) ; Twentieth Century Fox (Allemagne, Suisse) ; Twentieth Century Fox France (France) ; Walt Disney (Belgique)[2]
- Budget : entre 25 millions USD et 31 millions USD selon la source[3],[4],[5]
- Pays de production :  États-Unis,  Allemagne
- Langues originales : anglais, français, allemand
- Format : couleur / noir et blanc — 35 mm — 1,37:1 (scènes des années 1930) / 2,39:1 (scènes des années 1960) / 1,85:1 (scènes des années 1985) — son SDDS / Datasat / Dolby Digital / Dolby Surround 7.1
- Genre : comédie dramatique
- Durée : 100 minutes
- Dates de sortie[6] :
  - Allemagne : 6 février 2014 (Berlinale) ; 6 mars 2014 (sortie nationale)
  - France : 26 février 2014 (sortie nationale)[7] ; 3 septembre 2017 (Festival du cinéma américain de Deauville)
  - Suisse romande : 26 février 2014[8]
  - Belgique : 5 mars 2014[9]
  - États-Unis : 7 mars 2014 (sortie limitée) ; 28 mars 2014 (sortie nationale) ; 14 novembre 2014 (MoMA - The Contenders)
  - Québec : 21 mars 2014[10]
- Classification[11] :
  - États-Unis : les enfants de moins de 17 ans doivent être accompagnés d'un adulte (R – Restricted)[N 1]
  - Allemagne : interdit aux moins de 12 ans (FSK 12)
  - France : tous publics[12]
  - Belgique : potentiellement préjudiciable jusqu'à 12 ans (Mogelijk schadelijk voor kinderen onder de 12 jaar)[9],[13]
  - Suisse romande : interdit aux moins de 10 ans[14]

## Distribution
- Ralph Fiennes (VF : Bernard Gabay) : M. Gustave H., le concierge du palace
- Tony Revolori (VF : Cordis Paldano) : Zero Moustafa, jeune, le lobby-boy
- F. Murray Abraham (VF : Féodor Atkine) : Zero Moustafa, âgé, le propriétaire du palace
- Mathieu Amalric (VF : lui-même) : Serge X.
- Adrien Brody (VF : Adrien Antoine) : Dmitri Desgoffe und Taxis, l'héritier de Madame D.
- Willem Dafoe (VF : Dominique Collignon-Maurin) : Jopling, le tueur
- Jeff Goldblum (VF : Bernard Lanneau) : Vilmos Kovacs, l'exécuteur testamentaire
- Harvey Keitel (VF : Michel Papineschi) : Ludvig
- Jude Law (VF : Alexis Victor) : l'écrivain, jeune
- Bill Murray (VF : Bernard Métraux) : M. Ivan
- Edward Norton (VF : Damien Boisseau) : A. J. Henckels
- Saoirse Ronan (VF : Sarah Brannens) : Agatha, la petite amie de Zero Moustafa
- Jason Schwartzman (VF : Jean-Christophe Dollé) : M. Jean, le concierge du palace en 1968
- Léa Seydoux (VF : elle-même) : Clotilde, une servante de la comtesse Céline Villeneuve Desgoffe und Taxis
- Tilda Swinton (VF : Frédérique Cantrel) : la comtesse Céline Villeneuve Desgoffe und Taxis (Madame D.)
- Tom Wilkinson (VF : Philippe Catoire) : l'écrivain, âgé
- Owen Wilson (VF : Éric Legrand) : M. Chuck
- Florian Lukas : Pinky
- Karl Markovics : Wolf
- Bob Balaban : M. Martin
- Fisher Stevens : un concierge
- Rainer Reiners (VF : Enrique Carballido) : Herr Mendl, maître pâtissier
- Milton Welsh (VF : Enrique Carballido) : Franz

Version française 
Studio de doublage : Dubbing Brothers
Direction artistique : Isabelle Brannens
 Adaptation : Bruno Chevillard

Acteurs principaux
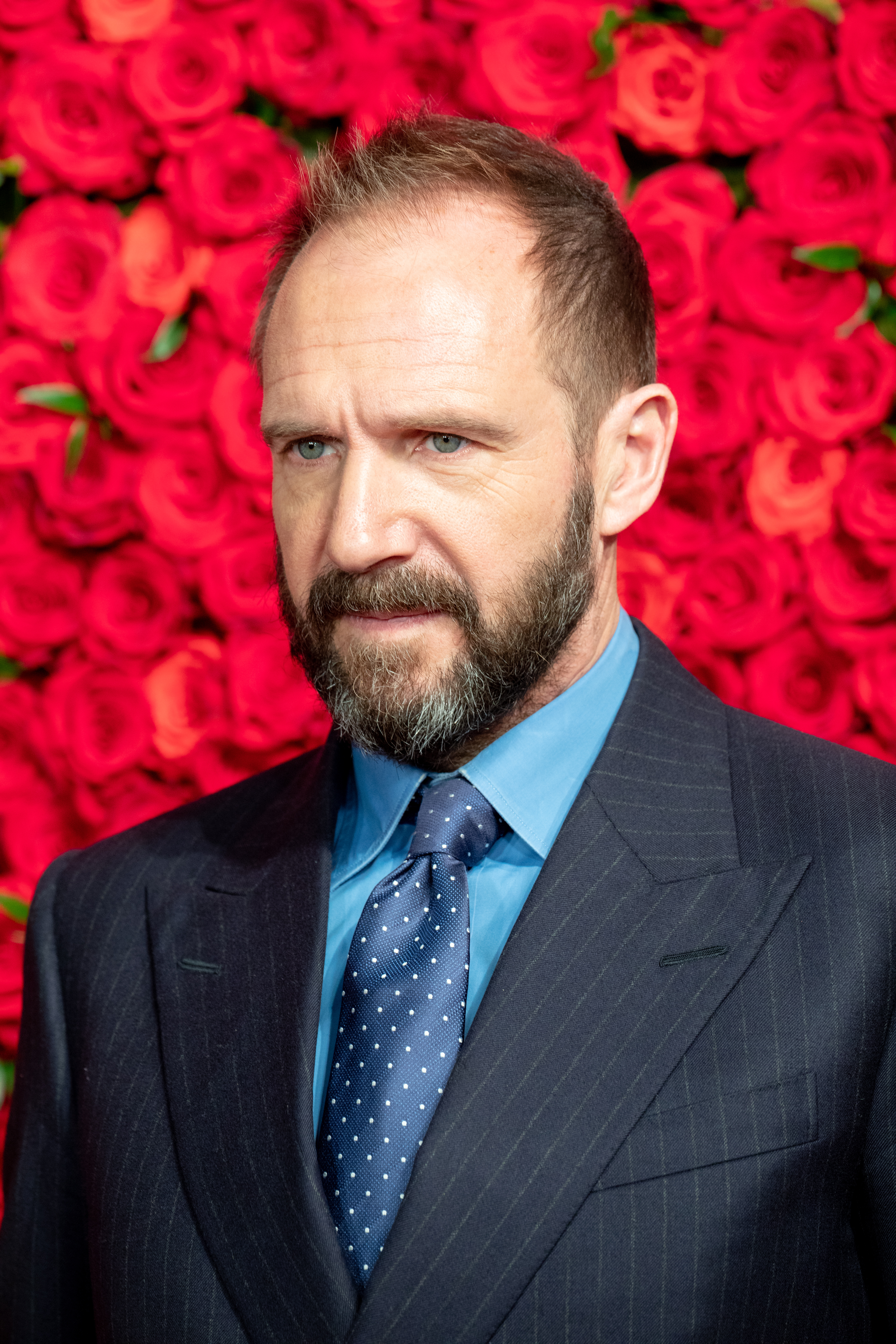
Ralph Fiennes.
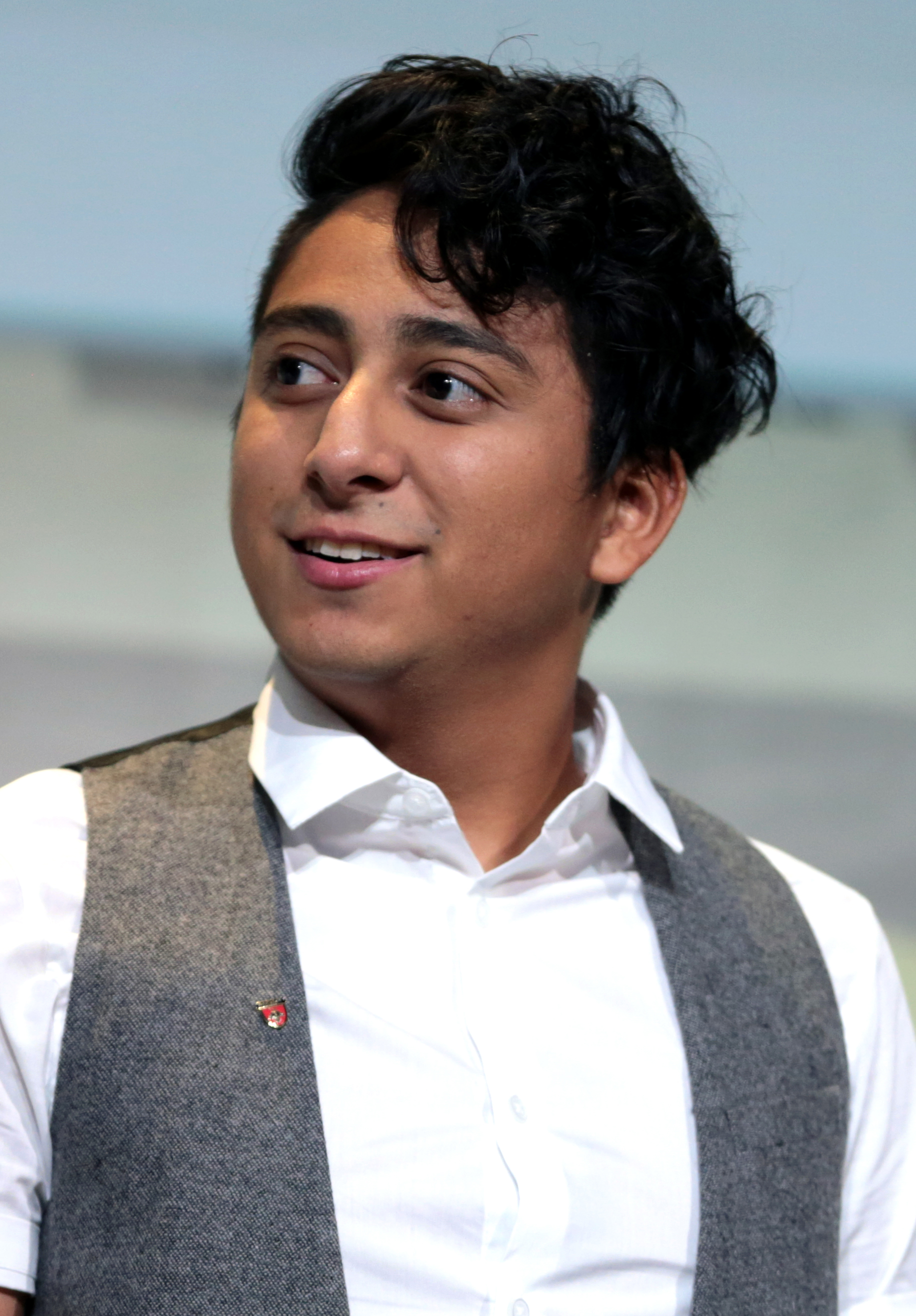
Tony Revolori.
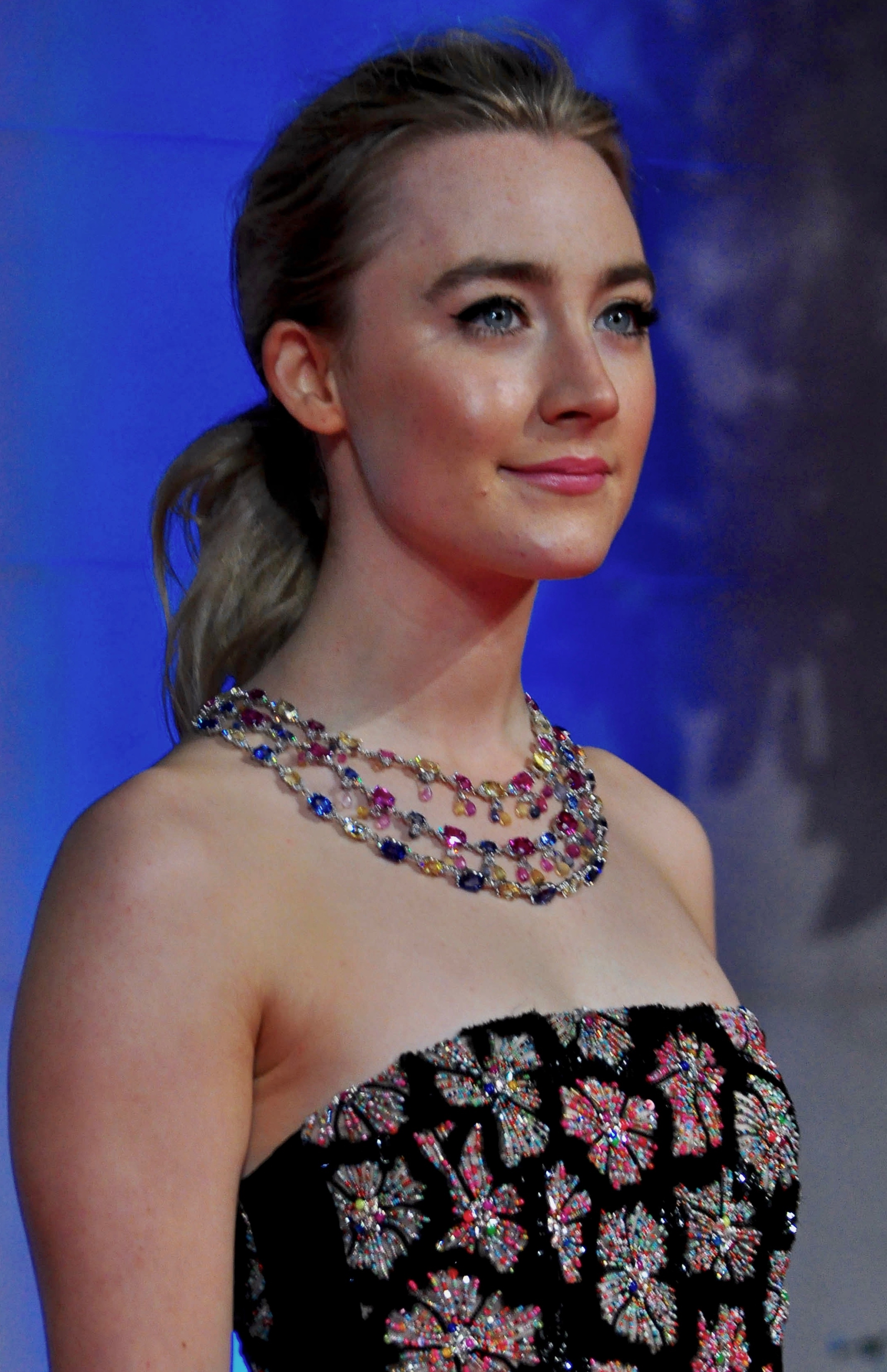
Saoirse Ronan.

## Production

### Développement
Pour Wes Anderson, le film est un mélange « de comédies d’avant la censure des années 1930, ainsi que les histoires et les mémoires de l’auteur viennois Stefan Zweig »,. Pour les comédies, il pense à Rendez-vous (The Shop Around the Corner) d'Ernst Lubitsch (1940) ou encore Aimez-moi ce soir (Rouben Mamoulian, 1932). Côté littérature, il cite Eichmann à Jérusalem d’Hannah Arendt et Suite française d’Irène Némirovsky.

### Attribution des rôles
- À l'origine, Johnny Depp devait tenir le rôle central de Gustave H., c'est finalement Ralph Fiennes qui obtiendra le rôle[20].
- Bill Murray tourne à nouveau sous la direction de Wes Anderson. Depuis Rushmore (1998), il est présent dans tous ses films[20]. Quant à Owen Wilson, il retrouve le réalisateur après Bottle Rocket (1996), Rushmore (1998), La Famille Tenenbaum (2001), La Vie aquatique (2004), À bord du Darjeeling Limited (2007) et Fantastic Mr. Fox (2009). Ils tiennent ici des rôles secondaires.
- Angela Lansbury devait initialement interpréter le rôle de la comtesse « madame D. », c'est finalement Tilda Swinton qui obtient le rôle, qui nécessite plusieurs heures de maquillage[20].

### Tournage
Le film a été tourné en Allemagne, principalement à Görlitz, ainsi que dans d'autres parties de la Saxe, notamment à Dresde, et les studios de Babelsberg près de Berlin. L'équipe a utilisé le Görlitzer Warenhaus, ancien grand magasin historique d'un centre commercial construit en 1912 à Görlitz. Cette ville de l'est de l’Allemagne du Land de la Saxe est frontalière avec la Pologne et située non loin de la frontière avec la République tchèque. De style art nouveau, le bâtiment s'étend sur 10 000 mètres carrés. L'équipe du film y a d'ailleurs installé ses bureaux et ses ateliers.
Pour les plans larges de l'hôtel, Anderson a utilisé un modèle miniature fait main de trois mètres de haut. Dans la conception de l'hôtel, Anderson et le designer de production Adam Stockhausen ont fait des recherches approfondies, regardant des images d'époque à la Bibliothèque du Congrès, ainsi que des lieux existants, tels que le Palais Bristol Hôtel, rose pastel, et le Grandhotel Pupp dans la ville thermale de Karlovy Vary ainsi que l'hôtel Gellért à Budapest.
La séquence de poursuite à skis a été réalisée en stop-motion. Wes Anderson a fait appel au directeur de la photographie Tristan Oliver et à l'animateur Andy Biddle, qui avaient travaillé sur Fantastic Mr. Fox (2009).
The Grand Budapest Hotel contient trois formats de projection différents : en 1,37:1 pour les années 1930, en format large anamorphosé pour les séquences des années 1960 et en 1.85:1.

### Bande originale
La bande originale du film a obtenu l'Oscar de la meilleure musique de film en 2015 . Elle est l’œuvre du compositeur français Alexandre Desplat qui avait précédemment travaillé avec le réalisateur Wes Anderson sur Fantastic Mr. Fox et Moonrise Kingdom. Elle est coproduite par Anderson et Randall Poster, le superviseur musical,.
Wes Anderson et Randall Poster ont choisi la balalaika, un instrument traditionnel russe, comme voix musicale du film et ont réussi à rassembler à Paris 35 joueurs de cet instrument rare pour l'enregistrement de cette bande originale
. On y retrouve l'Orchestre de balalaikas Saint-Georges basé à Meudon ainsi que l'Orchestre National Folklorique "Russie" venu de Moscou. Parmi les autres instruments on peut citer des cors des Alpes, un orgue, des cloches, un chœur d'hommes, mais aussi un cymbalum,.
| Liste des pistes | Liste des pistes | Liste des pistes | Liste des pistes | Liste des pistes | Liste des pistes | Liste des pistes | Liste des pistes | Liste des pistes | Liste des pistes |
| No               | Titre | Durée            |                  |                  |                  |                  |                  |                  |                  |
| ---------------- | --- | ---------------- | ---------------- | ---------------- | ---------------- | ---------------- | ---------------- | ---------------- | ---------------- |
| 1.               | s'Rothe-Zäuerli (Öse Schuppel)                                                                                               | 1:12             |                  |                  |                  |                  |                  |                  |                  |
| 2.               | The Alpine Sudetenwaltz | 0:36             |                  |                  |                  |                  |                  |                  |                  |
| 3.               | Mr. Moustafa | 3:03             |                  |                  |                  |                  |                  |                  |                  |
| 4.               | Overture: M. Gustave H | 0:30             |                  |                  |                  |                  |                  |                  |                  |
| 5.               | A Prayer for Madame D | 1:20             |                  |                  |                  |                  |                  |                  |                  |
| 6.               | The New Lobby Boy | 2:17             |                  |                  |                  |                  |                  |                  |                  |
| 7.               | Concerto pour Luth & cordes pincées - I. Moderato (d'Antonio Vivaldi, par Siegfried Behrend (en) & le DZO Chamber Orchestra) | 2:52             |                  |                  |                  |                  |                  |                  |                  |
| 8.               | Daylight Express to Lutz | 2:16             |                  |                  |                  |                  |                  |                  |                  |
| 9.               | Schloss Lutz Overture | 0:32             |                  |                  |                  |                  |                  |                  |                  |
| 10.              | The Family Desgoffe Und Taxis                                                                                                | 1:49             |                  |                  |                  |                  |                  |                  |                  |
| 11.              | Last Will and Testament | 2:16             |                  |                  |                  |                  |                  |                  |                  |
| 12.              | Up the Stairs/Down the Hall                                                                                                  | 0:27             |                  |                  |                  |                  |                  |                  |                  |
| 13.              | Night Train to Nebelsbad | 1:44             |                  |                  |                  |                  |                  |                  |                  |
| 14.              | The Lutz Police Militia | 0:49             |                  |                  |                  |                  |                  |                  |                  |
| 15.              | Check Point 19 Criminal Internment Camp Overture                                                                             | 0:11             |                  |                  |                  |                  |                  |                  |                  |
| 16.              | The Linden Tree (Orchestre folklorique russe d'Osipov (en) & Vitaly Gnutov)                                                  | 2:24             |                  |                  |                  |                  |                  |                  |                  |
| 17.              | J.G. Jopling, Private Inquiry Agent                                                                                          | 1:28             |                  |                  |                  |                  |                  |                  |                  |
| 18.              | A Dash of Salt (Ludwig's Theme)                                                                                              | 1:32             |                  |                  |                  |                  |                  |                  |                  |
| 19.              | The Cold-Blooded Murder of Deputy Vilmos Kovacs                                                                              | 2:47             |                  |                  |                  |                  |                  |                  |                  |
| 20.              | Escape Concerto | 2:12             |                  |                  |                  |                  |                  |                  |                  |
| 21.              | The War (Zero's Theme) | 1:01             |                  |                  |                  |                  |                  |                  |                  |
| 22.              | No Safe-House | 1:32             |                  |                  |                  |                  |                  |                  |                  |
| 23.              | The Society of the Crossed Keys                                                                                              | 2:21             |                  |                  |                  |                  |                  |                  |                  |
| 24.              | M. Ivan | 1:15             |                  |                  |                  |                  |                  |                  |                  |
| 25.              | Lot 117 | 0:30             |                  |                  |                  |                  |                  |                  |                  |
| 26.              | Third Class Carriage | 1:20             |                  |                  |                  |                  |                  |                  |                  |
| 27.              | Canto at Gabelmeister's Peak                                                                                                 | 5:35             |                  |                  |                  |                  |                  |                  |                  |
| 28.              | A Troops Barracks (Requiem for the Grand Budapest)                                                                           | 5:18             |                  |                  |                  |                  |                  |                  |                  |
| 29.              | Cleared of All Charges | 1:10             |                  |                  |                  |                  |                  |                  |                  |
| 30.              | The Mystical Union | 1:26             |                  |                  |                  |                  |                  |                  |                  |
| 31.              | Air traditionnel russe : Kamarinskaïa (de Mikhaïl Glinka, par l'Orchestre folklorique russe d'Osipov (en) & Vitaly Gnutov)   | 2:43             |                  |                  |                  |                  |                  |                  |                  |
| 32.              | Air traditionnel russe : Moonshine (ru)                                                                                      | 3:21             |                  |                  |                  |                  |                  |                  |                  |
| 59:50            | |                  |                  |                  |                  |                  |                  |                  |                  |

## Accueil

### Accueil critique
Aux États-Unis, le long métrage The Grand Budapest Hotel rencontre un accueil critique majoritairement positif :
- Sur le site agrégateur de critiques Rotten Tomatoes, le film bénéficie d'un taux d'approbation de 92 % d'opinions favorables, sur la base de 315 critiques collectées (289 critiques positives et 26 négatives). Le consensus critique du site Web se lit comme suit : « Typiquement élégant mais étonnamment réfléchi, The Grand Budapest Hotel voit Wes Anderson utiliser une fois de plus des environnements visuels ornés pour explorer en profondeur les émotions. »[27].
- Sur le site Metacritic, le film obtient une note moyenne pondérée de 88⁄100, sur la base de 48 critiques collectées (45 critiques positives et 3 négatives). Le consensus du site indique : « Acclamation générale »[28].
- Sur le site IMDb, le film figure dans la liste des 200 meilleurs films d'après les spectateurs[29].

En France, le film  reçoit également un accueil critique positif :
- Sur le site Allociné, il obtient une note de 4,5⁄5, sur la base de 34 critiques collectées dans la presse[30].

### Box-office
| Pays ou région        | Box-office                                       | Date d'arrêt du box-office | Nombre de semaines |
| --------------------- | ------------------------------------------------ | -------------------------- | ------------------ |
| États-Unis            | 59 301 324 USD                                   | 1er août 2014              | 22                 |
| Allemagne             | 9 560 913 USD                                    | 3 août 2014                | 22                 |
| France Paris          | 11 245 985 USD 1 472 246 entrées 594 546 entrées | 13 avril 2014              | 7                  |
| Total hors États-Unis | 113 635 617 USD                                  | 1er août 2014              | -                  |
| Total mondial         | 172 936 941 USD                                  | 1er août 2014              | -                  |

## Distinctions

### Récompenses
- Berlinale 2014 : grand prix du jury de la Berlinale (sélection officielle et film d'ouverture)
- David di Donatello 2014 : meilleur film étranger
- Festival du film de Hollywood 2014 : Hollywood Costume Design Award
- Chicago Film Critics Association Awards 2014 : meilleur scénario original pour Wes Anderson
- Indiana Film Journalists Association Awards 2014 :
  - Meilleur acteur pour Ralph Fiennes
  - Meilleur scénario original
- Los Angeles Film Critics Association Awards 2014 :
  - Meilleur film (2e place)
  - Meilleur réalisateur pour Wes Anderson (2e place)
  - Meilleur scénario pour Wes Anderson
  - Meilleurs décors pour Adam Stockhausen
  - Meilleur montage pour Barney Pilling (2e place)
- New York Film Critics Circle Awards 2014 : meilleur scénario pour Wes Anderson
- Online Film Critics Society Awards 2014 :
  - Meilleur film
  - Meilleur acteur pour Ralph Fiennes
  - Meilleur scénario original pour Wes Anderson
  - Meilleure photographie
- St. Louis Film Critics Association Awards 2014 : meilleure direction artistique
- Phoenix Film Critics Society Awards 2014 : 
  - Meilleur scénario original
  - Meilleurs décors
  - Meilleurs costumes
- Toronto Film Critics Association Awards 2014 : meilleur scénario pour Wes Anderson
- Washington D.C. Area Film Critics Association Awards 2014 : meilleure direction artistique
- World Soundtrack Awards 2014 : compositeur de l'année
- National Society of Film Critics Awards 2015 :
  - Meilleur scénario pour Wes Anderson (1re place)
  - Meilleur acteur pour Ralph Fiennes (3e place ex æquo avec Joaquin Phoenix pour Inherent Vice)
- Vancouver Film Critics Circle Awards 2015 : meilleur scénario pour Wes Anderson
- Grand Prix 2014 de l'UPCB / UBFP - Union de la presse cinématographique belge
- British Academy Film Awards 2015 :
  - Meilleur scénario original pour Wes Anderson et Hugo Guinness
  - Meilleurs décors pour Adam Stockhausen et Anna Pinnock
  - Meilleurs costumes pour Milena Canonero
  - Meilleurs maquillages et coiffures pour Frances Hannon
  - Meilleure musique de film pour Alexandre Desplat
- Critics' Choice Movie Awards 2015 :
  - Meilleure direction artistique pour Adam Stockhausen, Anna Pinnock et Stephan Gessler
  - Meilleurs costumes pour Milena Canonero
  - Meilleure comédie
- Golden Globes 2015 : meilleur film musical ou de comédie
- Oscars du cinéma 2015 :
  - Meilleure musique de film pour Alexandre Desplat
  - Meilleurs décors pour Adam Stockhausen et Anna Pinnock
  - Meilleurs costumes pour Milena Canonero
  - Meilleurs maquillages et coiffures pour Frances Hannon et Mark Coulier

### Nominations
- Gotham Awards 2014 : meilleur film
- Toronto Film Critics Association Awards 2014 :
  - Meilleur film
  - Meilleur réalisateur pour Wes Anderson
  - Meilleur acteur pour Ralph Fiennes
- British Academy Film Awards 2015 :
  - Meilleur film
  - Meilleur réalisateur pour Wes Anderson
  - Meilleur acteur pour Ralph Fiennes
  - Meilleure photographie pour Robert Yeoman
  - Meilleur montage pour Barney Pilling
  - Meilleur son pour Wayne Lemmer, Christopher Scarabosio et Pawel Wdowczak
- Critics' Choice Movie Awards 2015 :
  - Meilleur film
  - Meilleur réalisateur pour Wes Anderson
  - Meilleur acteur pour Ralph Fiennes
  - Meilleur espoir pour Tony Revolori
  - Meilleure distribution
  - Meilleur scénario original pour Wes Anderson
  - Meilleure photographie pour Robert Yeoman
  - Meilleur acteur dans une comédie pour Ralph Fiennes
- Directors Guild of America Awards 2015 : meilleur réalisateur de film pour Wes Anderson
- Golden Globes 2015 :
  - Meilleur réalisateur pour Wes Anderson
  - Meilleur acteur dans un film musical ou une comédie pour Ralph Fiennes
  - Meilleur scénario pour Wes Anderson
- Oscars du cinéma 2015 :
  - Meilleur film
  - Meilleur réalisateur pour Wes Anderson
  - Meilleur scénario original pour Wes Anderson
  - Meilleure photographie pour Robert Yeoman
  - Meilleur montage pour Barney Pilling
- Satellite Awards 2015 :
  - Meilleur film
  - Meilleure direction artistique pour Adam Stockhausen, Anna Pinnock et Stephan Gessler
  - Meilleurs costumes pour Milena Canonero
- Screen Actors Guild Awards 2015 : meilleure distribution
- Vancouver Film Critics Circle Awards 2015 : meilleur réalisateur pour Wes Anderson
- Writers Guild of America Awards 2015 : meilleur scénario original de film pour Wes Anderson
- Césars 2015 : Meilleur film étranger

## Éditions en vidéo
- En France, le film The Grand Budapest Hotel est sorti en DVD, Blu-ray et en VOD le 3 septembre 2014[36],[37],[7]. Par la suite, le film est ressorti en Blu-ray édition steelBook limitée le 6 novembre 2019[38].
- Aux États-Unis, le film est sorti en DVD et Blu-ray le 17 juin 2014[39].